# Gran Lago del Esclavo
El Gran Lago del Esclavo (en inglés: Great Slave Lake; en francés: Grand lac des Esclaves) es uno de los grandes lagos de Canadá, el segundo mayor en los Territorios del Noroeste (después del Gran Lago del Oso), y forma parte de la cuenca del río Mackenzie. Su profundidad máxima es de 614 m, lo que le convierte en el lago más profundo de Norteamérica. Se encuentra en la desembocadura del río del Esclavo. Tiene 480 km de largo y de 19 a 109 km de ancho y una superficie de 27 200 km², que lo convierten en el 10.º mayor lago en el mundo. Su volumen es 2090 km³.
Su nombre deriva de ser la región de los «slavey», un grupo dene de las primeras naciones originarias, que significa  «esclavo» o «extranjero».
Las principales localidades alrededor del lago son: Yellowknife, Fort Providence, Hay River y Fort Resolution. La única comunidad en el Brazo del Este es Lutselk'e, una aldea de unas 350 personas, en gran parte chipewyan, aborígenes de la nación dene.

## Historia
Los pueblos indígenas de Canadá fueron los primeros pobladores del lago tras la retirada de los hielos glaciares. Las pruebas arqueológicas han revelado varios periodos diferentes de historia cultural, como la tradición paleoindia del norte de Plano (8000 años antes del presente), el Arcaico del Escudo (6500 años), la tradición de las herramientas pequeñas del Ártico (3500 años) y la tradición del esquisto de Taltheilei (2500 años antes del presente). Cada cultura ha dejado una marca distinta en el registro arqueológico basada en el tipo o tamaño de las herramientas líticas.
El Gran Lago del Esclavo apareció en los mapas europeos en la época del comercio de pieles hacia el noroeste desde la bahía de Hudson a mediados del siglo XVIII. El nombre «Gran Esclavo» procede de la traducción al inglés del exónimo cree, Awokanek (slave), con el que llamaban a los dene Tha. Las personas esclavizadas eran las tribus dene que vivían en las orillas del sur del lago en aquel momento. Como los exploradores franceses trataban directamente con los comerciantes cree, el gran lago pasó a denominarse «Grand lac des Esclaves», que finalmente se tradujo al inglés en singular como «Great Slave Lake».
El comerciante de pieles británico Samuel Hearne, acompañado por un grupo de indios chipewyan llegó al Gran Lago del Esclavo en 1771 y cruzó el lago congelado, al que llamó lago «Athapuscow». En 1897-1898, el fronterizo estadounidense «Charles "Buffalo" Jones» viajó al círculo polar ártico, donde su grupo invernó en una cabaña que habían construido cerca del Gran Lago del Esclavo. La historia de Jones sobre cómo él y su grupo dispararon y se defendieron de una manada de lobos hambrientos cerca del Gran Lago del Esclavo fue verificada en 1907 por Ernest Thompson Seton y Edward Alexander Preble cuando descubrieron los restos de los animales cerca de la cabaña abandonada hace tiempo.
En la década de 1930, se descubrió oro en el brazo Norte del Gran Lago del Esclavo, lo que condujo al establecimiento de Yellowknife, que se convertiría en la capital de los Territorios del Noroeste. En 1960, se construyó una autopista para todas las estaciones alrededor del lado oeste del lago, originalmente una extensión de la Autopista Mackenzie pero ahora conocida como autopista Yellowknife o autopista 3. El 24 de enero de 1978, un  Radar Ocean Reconnaissance Satellite soviético, llamado Cosmos 954, construido con un reactor nuclear a bordo, cayó de la órbita y se desintegró. Pedazos del núcleo cayeron en las cercanías del Gran Lago del Esclavo. Algunos de los restos nucleares fueron recuperados por una operación militar conjunta de las Fuerzas Armadas Canadienses y las Fuerzas Armadas de los Estados Unidos en la denominada Operación Morning Light.

### Sugerencia de cambio de nombre
A finales de la década de 2010, muchos topónimos de los Territorios del Noroeste recuperaron sus nombres indígenas. Se ha pedido que también se cambie el nombre del lago, sobre todo por la mención a la esclavitud. «El Gran Lago de los Esclavos es en realidad un nombre muy terrible, a menos que seas partidario de la esclavitud», dice Dëneze Nakehk'o, educadora de los Territorios del Noroeste y miembro fundador de la organización Primeras Naciones Dene Nahjo. «Es un lugar precioso. Es majestuoso; es enorme. Y la verdad es que no creo que el nombre actual del mapa sea adecuado para ese lugar». Ha sugerido Tu Nedhé, el nombre en dene soline del lago como alternativa. También se ha sugerido Tucho, el término dehcho dene para el lago.

## Geografía e historia natural

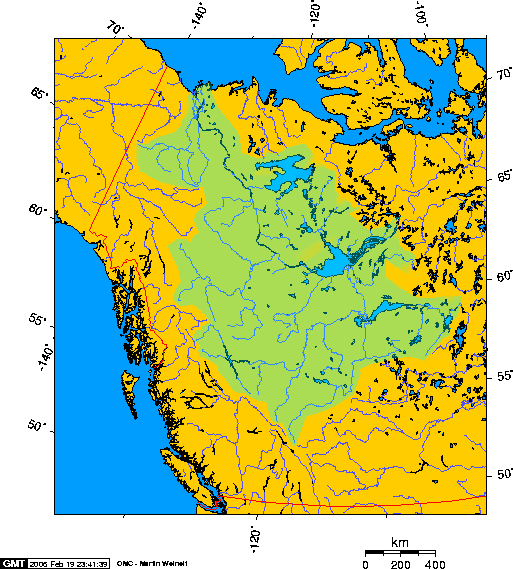
Cuenca de drenaje del río Mackenzie que muestra la posición del Gran Lago Slave en el Ártico canadiense occidental.

Los ríos Hay, de los Esclavos, Lockhart y Taltson son sus principales afluentes. Está drenado por el río Mackenzie. Aunque la orilla occidental es boscosa, la orilla oriental y el brazo norte son de tundra. Las orillas sur y este llegan hasta el borde del Escudo Canadiense. Junto con otros lagos como el Gran Oso y el Athabasca, es un remanente del vasto lago glacial McConnell.
El lago tiene un litoral muy irregular. El brazo este del Gran Lago del Esclavo está lleno de islas, y la zona está dentro de la propuesta de Reserva del Parque Nacional Thaidene Nene. La península de Pethei separa el Brazo Este en la bahía de McLeod, al norte, y la bahía de Christie, al sur. El lago está al menos parcialmente congelado durante una media de ocho meses al año.
La parte principal occidental del lago forma un cuenco moderadamente profundo con una superficie de 18 500 km² y un volumen de 596 km³. Esta parte principal tiene una profundidad máxima de 187,7 m y una profundidad media de 32,2 m. Al este, la bahía McLeod (62°52′N 110°10′O / 62.867, -110.167) y la bahía Christie (500000 62°32′N 111°00′O / 62.533, -111.000) son mucho más profundas, con una profundidad máxima registrada en la bahía Christie de 614 m
En algunas de las llanuras que rodean el Gran Lago del Esclavo, clímax Se han formado turberas poligonales, cuya etapa sucesional temprana suele consistir en abetos pioneros negra.
Al sur del Gran Lago del Esclavo, en un remoto rincón del parque nacional Búfalo de los Bosques, se encuentra el campo de verano de la grulla trompetera, un lugar de anidamiento de una bandada remanente de grulla trompetera, descubierta en 1954.

## Cuerpos de agua y afluentes
Los ríos que desembocan en el Gran Lago del Esclavo son (en el sentido de las agujas del reloj desde la comunidad de Behchokǫ̀);
- Río Emile
- Río Snare
- Río Wecho
- Río Stagg
- Río Yellowknife
- Río Beaulieu
- Río Waldron
- Río Hoarfrost
- Río Lockhart
- Río Snowdrift
- Río La Loche
- Río Thubun
- Río Terhul
- Río Taltson
- Río de los Esclavos (434 km), que drena el lago Athabasca
- Río Little Buffalo
- Río Buffalo
- Río Hay
- Mosquito Creek
- Río Duport
- Lago Marian
- North Arm
- Bahía Yellowknife
- Bahía Resolution
- Bahía Deep
- Bahía McLeod
- Bahía Christie
- Ensenada Sulphur
- Ensenada Presqu'ile
- Río Rocher
- Canal Frank

## Ecología
Los primeros investigadores de la pesca dividieron el Gran Lago del Esclavo en tres zonas basadas en poblaciones de peces distintas: una zona central abierta, el largo brazo Norte y el brazo Este. Las especies de peces dominantes, como el pez blanco de lago, la trucha de lago y el cisco, se encuentran generalmente en todo el lago, con algunas variaciones. Por ejemplo, el pez blanco de lago evita las bahías más profundas, pero prospera en aguas relativamente frescas y poco profundas. La trucha de lago y el tímalo son más abundantes en los brazos Este y Norte. Las aguas poco profundas, cálidas y fangosas de la orilla sur y de la punta del brazo norte, cerca de Behchokö, ofrecen un rico hábitat para el dorado, los pargos blancos y el lucioperca.
El Gran Lago del Esclavo se encuentra al sur del límite arbóreo, dentro del bosque boreal del norte, y en el espacio de transición entre los bosques y la tundra. Las especies dominantes son el pino y la picea, y las zonas más boscosas están cerca de la orilla. El lago ejerce una influencia moderadora sobre el clima local, permitiendo una estación de crecimiento más larga que en las regiones más alejadas de sus aguas. En general, el Gran Lago del Esclavo comienza a congelarse a finales de noviembre y el hielo permanece hasta mediados o finales de mayo. A mediados de junio el agua está abierta, y la mitad del verano es la época más tranquila en el lago. En otoño, las tormentas son más frecuentes y suelen llegar sin previo aviso.

## Cambio del medio ambiente
A pesar de la supervisión científica del gobierno federal canadiense, los primeros años de producción comercial pusieron a prueba las poblaciones de peces del Gran Lago del Esclavo. Algunas especies, como el pez blanco de lago y la trucha de lago, se recuperaron. Otras han tenido historias más complicadas. Las poblaciones de inconnu estacional disminuyeron drásticamente en la zona de Yellowknife en la década de 1940 y en la orilla sur del lago, cerca del río Buffalo, en la década de 1970, pero desde el año 2000 han vuelto a aparecer en los alrededores de Yellowknife.
La contaminación procedente de las actividades mineras locales y de los contaminantes de largo alcance se ha encontrado en los sedimentos del lecho del lago, en los peces y en otras especies acuáticas. La mayor fuente de contaminación son los residuos de trióxido de arsénico generados por la mina Giant, de los que 237.000 toneladas están almacenadas en cámaras subterráneas. Durante la vida de la mina, los residuos de arsénico se vertieron en Back Bay, contaminando el suministro de agua de la mina y de la ciudad de Yellowknife, así como de las comunidades circundantes. El suministro de agua de la ciudad fue reubicado, pero la contaminación en Back Bay y Yellowknife Bay continuó, afectando principalmente a las comunidades dene de N'dilo y Dettah. Actualmente, el arsénico se encuentra en concentraciones más altas en los peces cerca del antiguo emplazamiento de la mina que en otras partes del lago.
El cambio climático está contribuyendo a los cambios en los niveles de agua del Gran Lago del Esclavo, aunque no es el único factor. La construcción en 1963-1968 de la presa W. A. C. Bennett  en el río Peace influyó en los niveles de agua del Gran Lago del Esclavo, ya que el sistema Peace-Athabasca alimenta al río Slave y éste, a su vez, al lago. Mientras que la presa de Bennett tiende a reducir el nivel de las aguas, el aumento de las precipitaciones en la cuenca (resultado del cambio climático) eleva el nivel de las aguas. Los cambios en el momento de la subida del agua pueden provocar inundaciones imprevisibles en las orillas del lago, mientras que la bajada del nivel del agua influye en la calidad del agua, los hábitats de los peces y los animales, y el transporte. El cambio climático también influye en la capa de hielo del lago, acortando el periodo de caza en primavera como consecuencia de la peligrosa delgadez del hielo.